# Trichlora lactea
Trichlora lactea är en amaryllisväxtart som beskrevs av Pierfelice Ravenna. Trichlora lactea ingår i släktet Trichlora och familjen amaryllisväxter.
Artens utbredningsområde är Peru. Inga underarter finns listade i Catalogue of Life.